# Clermont-d’Excideuil
Clermont-d’Excideuil (okzitanisch Clarmont d’Eissiduelh) ist eine südfranzösische Gemeinde mit 248 Einwohnern (Stand 1. Januar 2022) im Département Dordogne in der Region Nouvelle-Aquitaine (vor 2016 Aquitaine). Sie besteht aus dem Hauptort sowie mehreren Weilern (hameaux) und Einzelgehöften (fermes).

## Lage und Klima
Der Ort Clermont-d’Excideuil liegt gut 38 km (Fahrtstrecke) nordöstlich von Périgueux im waldreichen Périgord vert in einer Höhe von ca. 235 m. Das Klima ist gemäßigt; Regen (ca. 970 mm/Jahr) fällt übers Jahr verteilt.

## Bevölkerungsentwicklung
| Jahr      | 1800 | 1851 | 1901 | 1954 | 1999 | 2015 |
| Einwohner | 555  | 574  | 606  | 318  | 253  | 240  |

Der Bevölkerungsrückgang im 20. Jahrhundert ist im Wesentlichen auf die Mechanisierung der Landwirtschaft und die Aufgabe von bäuerlichen Kleinbetrieben zurückzuführen.

## Wirtschaft
Die Gemeinde ist immer noch in hohem Maße landwirtschaftlich orientiert, wobei auch die Viehzucht eine beträchtliche Rolle spielt. Im Ort selbst haben sich Handwerker und Kleindienstleister angesiedelt. Seit den 1960er Jahren werden einige leerstehende Häuser als Ferienwohnungen (gîtes) vermietet.

## Geschichte
Die erste Erwähnung unter dem Namen Villa Sanctae Mariai Clari Montis stammt aus dem Jahr 551. In einer Urkunde des 13. Jahrhunderts hieß der Ort Clarmon. Während der Französischen Revolution, d. h. von 1792 bis 1795 war der Ort in Montclair umbenannt.

## Sehenswürdigkeiten
- Die Église Notre-Dame de l’Assomption hat einen mittelalterlichen Ursprung, der jedoch mehrfach verändert wurde. Das Innere birgt ein im Jahr 2006 restauriertes Altarretabel aus dem 16. und eine polychrom gefasste Statue einer Madonna mit Kind aus dem 17. Jahrhundert, die im Jahr 1961 unter Denkmalschutz gestellt wurde.[3]
- Dem Wasser einer Quelle (Fontaine Sainte-Catherine) beim Ort wurde eine heilsame Wirkung für die Milch der Ammen nachgesagt; es gab sogar eine regionale Wallfahrt.
- Der im Nordwesten der Gemeinde befindliche Herrensitz des Château du Noyer stammt aus dem 19. Jahrhundert.

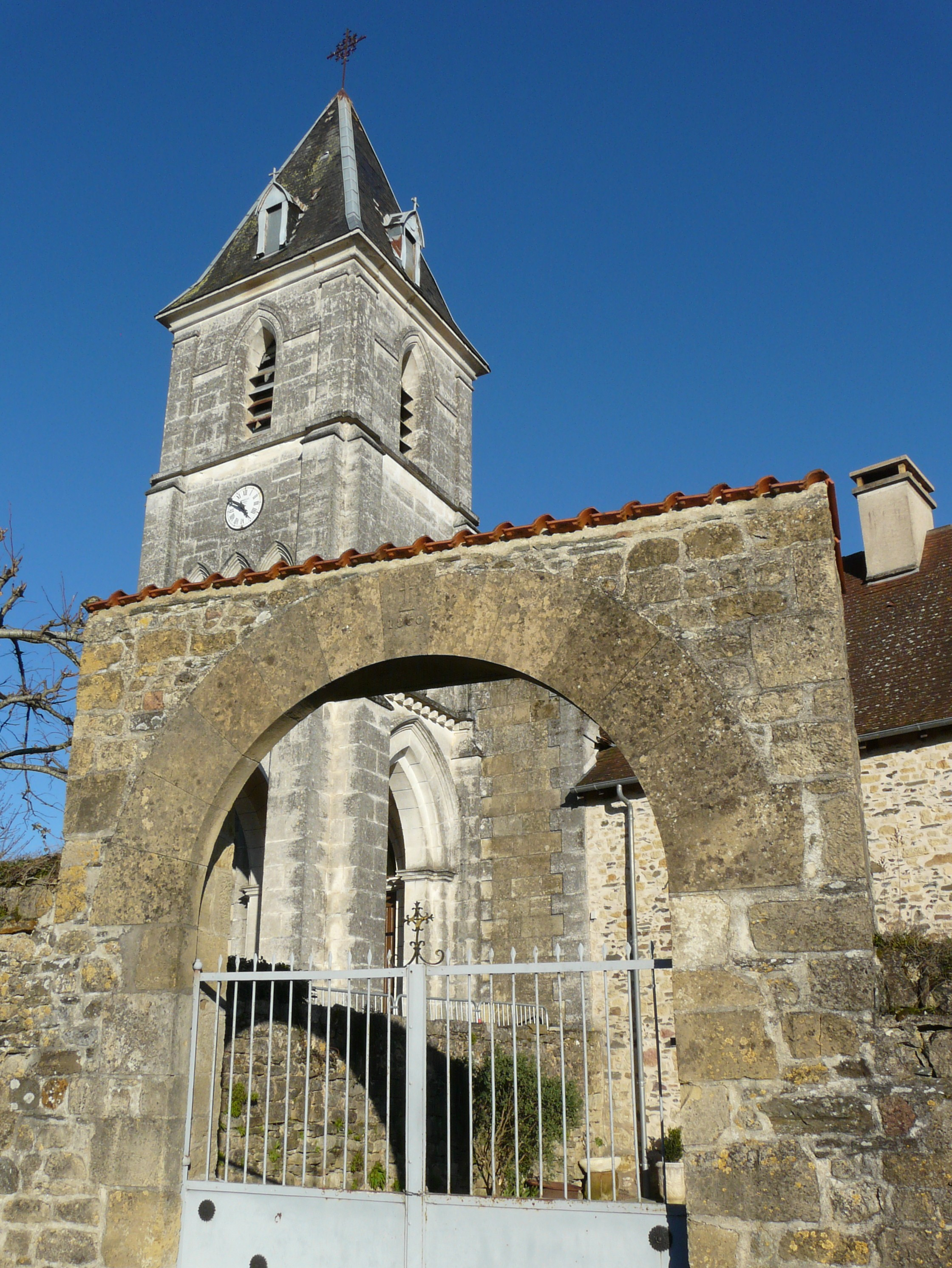
Glockenturm der Kirche
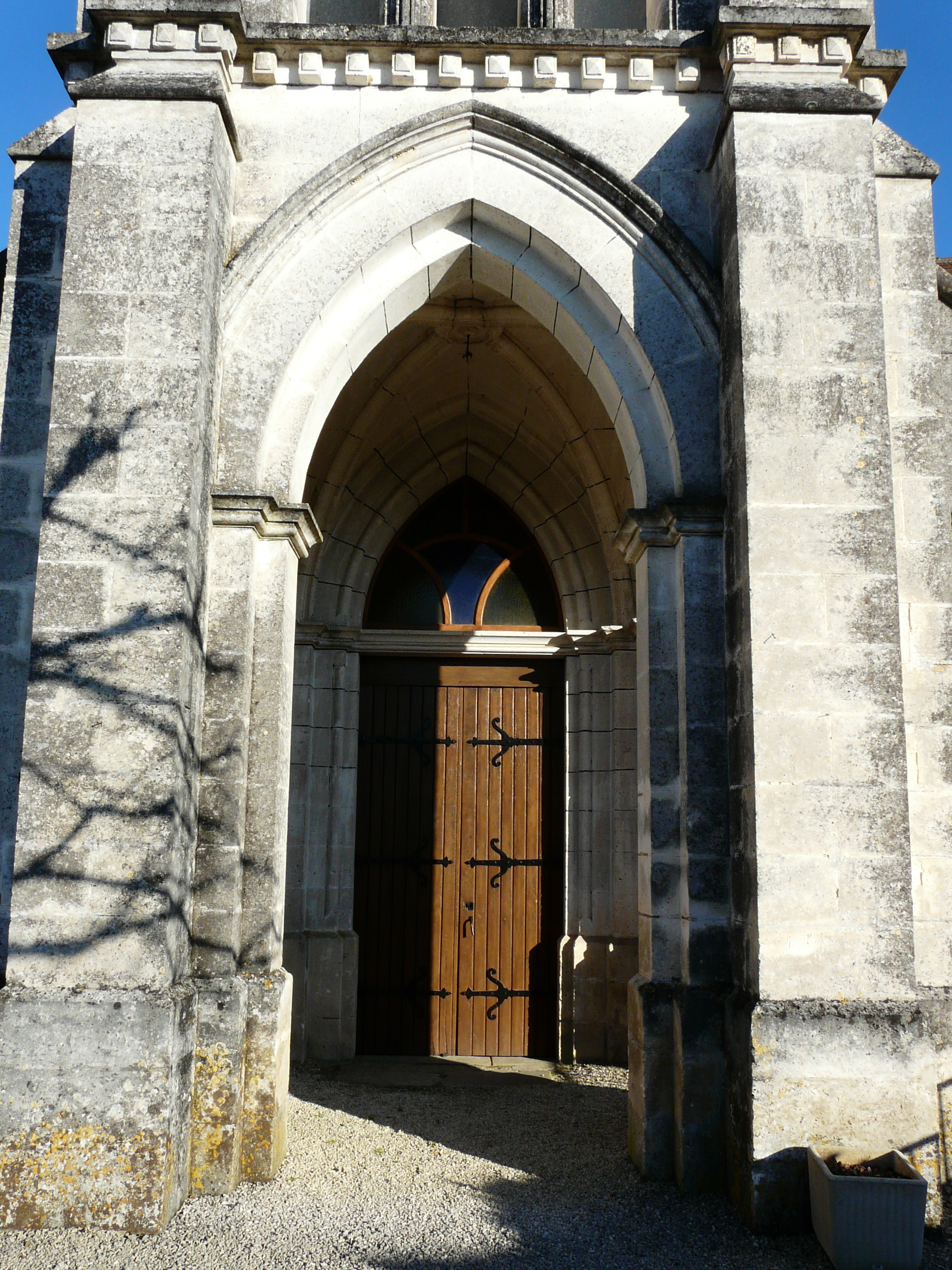
dto., Portal
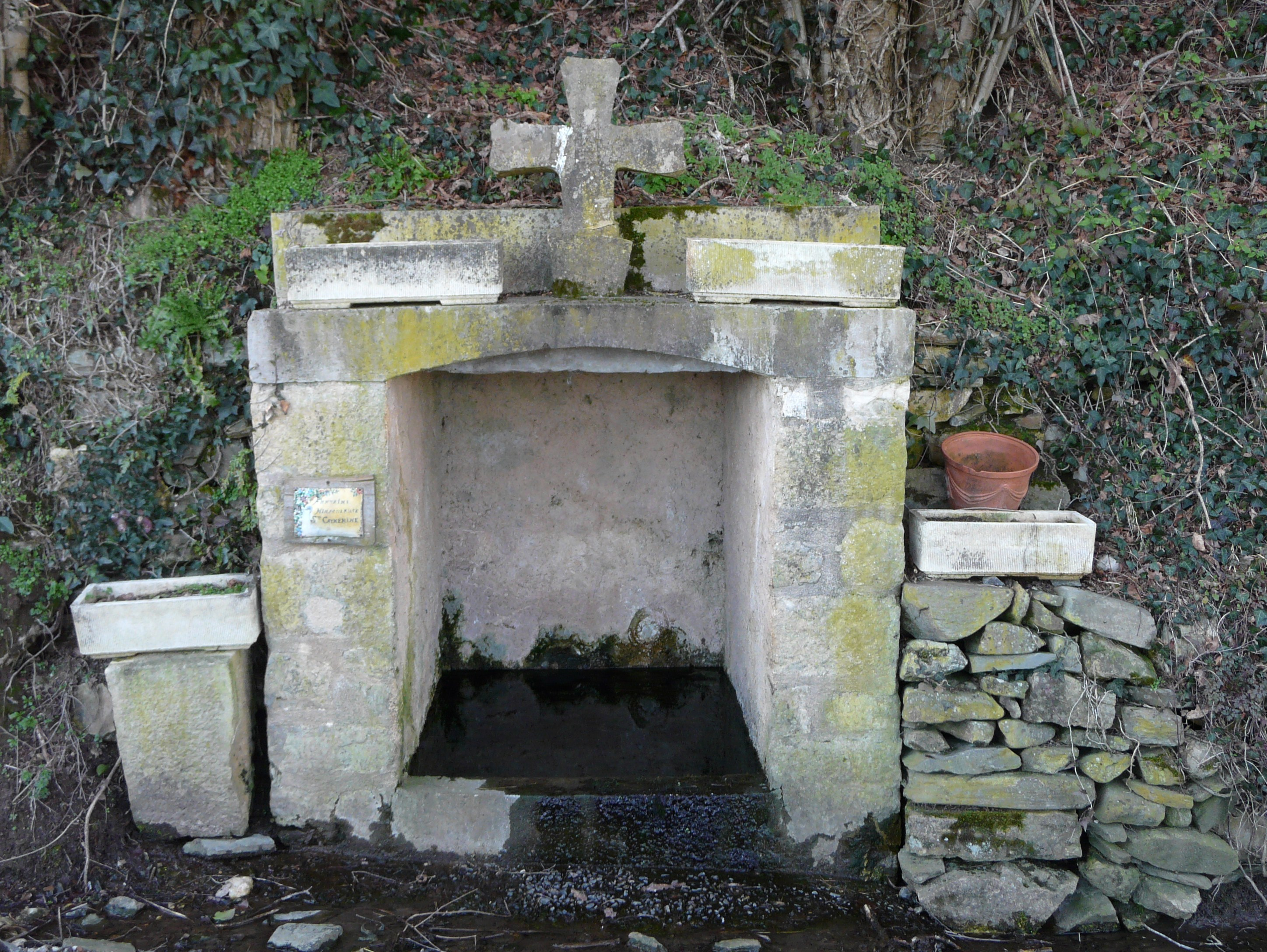
Fontaine Sainte-Catherine
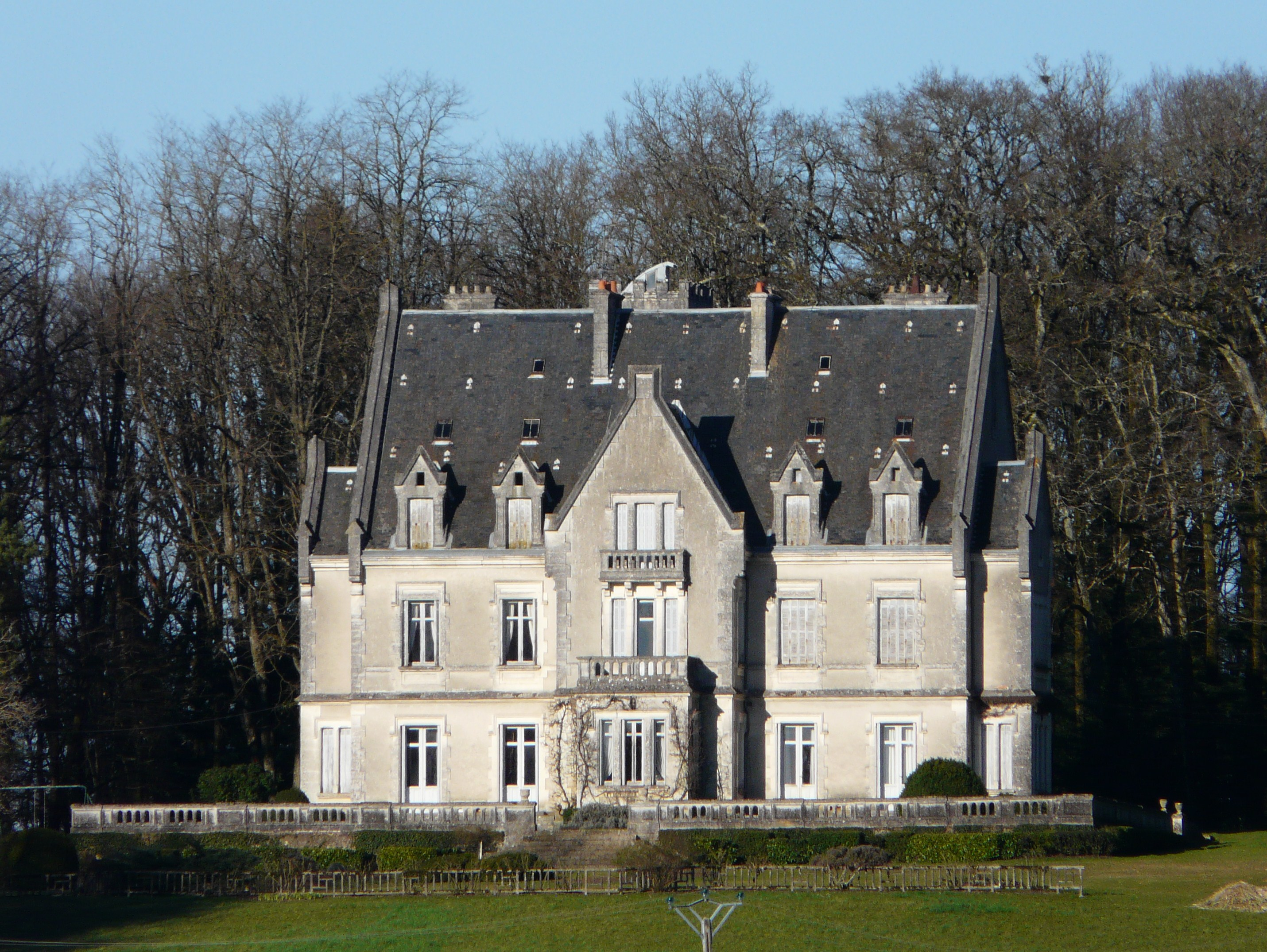
Château du Noyer

## Persönlichkeiten
- Geoffroy du Breuil († 1184), ein Chronist des 12. Jahrhunderts, der die Bezeichnung „Albigenser“ prägte, stammte aus Clermont.